# 凯巴拉站
凯巴拉站是里加-陶格夫匹尔斯铁路上的一个火车站。车站于1930年建成并对公众开放，2019年12月起，铁路决定减少停靠该站的铁路班次，并计划于2022年关闭；但是，每天仍有6班次前往艾茲克勞克萊方向的班列和7班次前往里加方向的班列停靠凯巴拉站。该车站不设有售票处。